# Altenberger Licht
Das Altenberger Licht ist eine Lichtstafette des Friedens, die seit 1950 jährlich am 1. Mai im Altenberger Dom beginnt. Anlass war das Bedürfnis nach Versöhnung mit den Feinden des Zweiten Weltkriegs.

## Entstehung und Entwicklung
In Altenberg entstand an der Stelle der 1802 aufgelösten Zisterzienserabtei Altenberg, deren Klosterkirche der Altenberger Dom war, die heutige Jugendbildungsstätte „Haus Altenberg“ des Erzbistums Köln. Carl Mosterts, Generalpräses der Katholischen Jugend, entdeckte Altenberg 1922 für seine Arbeit. Unter seinem Nachfolger Ludwig Wolker entwickelte sich Altenberg zu einem Zentrum der katholischen Jugend in Deutschland.
Ab 1934 erschwerten die Nationalsozialisten die Arbeit der kirchlichen Jugendverbände bis hin zur Auflösung. Auch das Haus Altenberg wurde mehrmals geschlossen und 1942 zwangsaufgelöst. Nach Ende des Krieges wurden die Jugendverbände und die kirchliche Jugendseelsorge in anderer Struktur wieder aufgebaut. Nach diesen dunklen Jahren überlegte man, wie die Verfeindeten des Krieges wieder Freunde werden könnten, und man dachte über ein Zeichen des Friedens nach. Klaus Franken, zu der Zeit Kölner Diözesanjugendscharführer, und Kaplan Josef Wisdorf entwickelten die Idee einer Lichtstafette quer durch Deutschland. Anfangs gab es verbreitet Vorbehalte, die sich nach einem gelungenen Anfang am 1. Mai 1950 legten. In den folgenden Jahren entwickelte sich die Aktion von einer deutschen Lichtstafette zu einer europäischen Aktion, an der Jugendliche aus Frankreich, Belgien, Litauen, Irland und Italien teilnehmen.
Die Lichtstafette nimmt ihren Ausgang im Altenberger Dom an der Madonna von Altenberg, einer 1530 entstandenen Marienskulptur, die seit den 1930er-Jahren als „Königin des Bundes“, der katholischen Jugendarbeit in Deutschland, verehrt wird.
Mitte der 1960er-Jahre beschloss man in der BDKJ-Hauptversammlung die Einstellung der Lichtstafette, weil die Aktion nicht mehr zeitgemäß wäre. Erst 1980 gab es durch die Initiative von Rektor Winfried Pilz einen Neubeginn.

## Besondere Ereignisse
Die Stafette bindet immer wieder Großereignisse der katholischen Kirche als Start- oder Zielort ein. 1987 empfing Papst Johannes Paul II. das Licht im Kölner Stadion anlässlich der Seligsprechung Edith Steins und sandte es am Schluss der Messe weiter. 1990 wurde es durch eine Läufergruppe zum Katholikentag nach Berlin gebracht. 1993 wurde das Licht im Rahmen eines „Hoffnungsfestes“, an dem mehrere Tausend junge Litauer teilnahmen, in Litauen entzündet und von einer kleinen Delegation nach Altenberg gebracht. 1994 brachten Jugendliche das Licht von Altenberg zum Katholikentag nach Dresden, wo es in der „Jugendnacht“ an circa 40.000 Menschen auf den Elbwiesen weitergereicht wurde. 1995 trugen Jugendliche das Versöhnungslicht über die polnische Grenze bis Tschenstochau und Auschwitz. Ziel der Stafette war 50 Jahre nach dem Ende des Krieges die Todeszelle des heiligen Maximilian Kolbe im KZ Auschwitz. 1997 gelangte das Licht in einer lückenlosen Stafette bis in die französische Stadt Besançon. Dort wurde es vom Erzbischof an Pfingsten empfangen und brannte im Dom bis zur internationalen Jugendbegegnung im August, im Vorfeld des Weltjugendtags. Von hier zog das Licht weiter über Chartres zum Weltjugendtag nach Paris. Zum Anlass der 750-Jahr-Feier der Grundsteinlegung des Kölner Doms wurde das Licht 1998 zu Fuß von Gemeinde zu Gemeinde bis zum Dom in Köln getragen.
1999 gelangte das Licht in die Flüchtlingslager in Albanien, zu den deutschen Soldaten im Kosovo und zur serbisch-orthodoxen Kathedrale in Belgrad. 2000 wurde das Licht über Pisa zum Weltjugendtag nach Rom gebracht und dort vom Vorsitzenden der Deutschen Bischofskonferenz, Kardinal Lehmann, entgegengenommen. Parallel dazu wurde es auch zum nationalen Jugendtag in die litauische Hauptstadt Vilnius getragen. 2002 flog das Licht zur Gemeinde des Lateinischen Patriarchats in Jerusalem, an den See Genezareth und ins Westjordanland. 2005 kam das Licht, nachdem es im Dezember 2004 in Betlehem gestartet war, am 1. Mai im Altenberger Dom an und gelangte von dort auch zur Vigil des XX. Weltjugendtages mit Papst Benedikt XVI. auf das Marienfeld. 2006 kam das Licht vom Petrusgrab in Rom, wo es in der Karwoche im Rahmen der Diözesanjugendwallfahrt entzündet worden war. 2007 wurde das Licht zum nationalen Jugendtag in Klaipėda in Litauen gebracht, der im Juni stattfand. Dabei wurde es an die litauischen Gemeinden weitergereicht.
2013 stand die Aktion unter dem Motto „Friede findet statt!“ Am 1. Mai 2013 kamen 2.500 Menschen zur feierlichen Aussendungsmesse mit dem Kölner Erzbischof Joachim Kardinal Meisner.
Wegen der Corona-Krise wurde die Vigil im Dom am 30. April 2020 live als Livestream im Domradio übertragen, in der Nacht zum 1. Mai gab es einen Livestream aus der Dreikönigskapelle von Haus Altenberg, wo auch die Aussendungsfeier am 1. Mai stattfand und übertragen wurde, ähnlich auch 2021. Am 30. April 2022 wird wieder eine Aussendungsfeier im Altenberger Dom stattfinden.[veraltet] Die Aktion steht in dem Jahr unter dem Motto „Ich bin bei dir, steh auf!“ Ein Ziel soll es sein, das Licht an die polnisch-ukrainische Grenze zu bringen.